# Steven Barnett (Wasserballspieler)
Steven William Barnett (* 6. Juni 1943 in Los Angeles) ist ein ehemaliger Wasserballtorwart aus den Vereinigten Staaten. Er gewann 1972 die olympische Bronzemedaille. 1967 und 1971 siegte er mit dem Team der Vereinigten Staaten bei den Panamerikanischen Spielen.

## Karriere
Steven Barnett graduierte 1965 als Sportlehrer an der California State University, Long Beach, für deren Sportteam er auch spielte. Später spielte er für die De Anza Athletic Foundation.
Bei den Panamerikanischen Spielen 1967 in Winnipeg war Barnett Mitglied des Nationalteams, das den Titel mit fünf Siegen in fünf Spielen und einer Torbilanz von 47:9 gewann. Im Jahr darauf bei den Olympischen Spielen 1968 in Mexiko-Stadt belegte das Team aus den Vereinigten Staaten in der Vorrunde den dritten Platz. In der Platzierungsrunde erreichte die Mannschaft den fünften Platz. Barnett war wie 1967 zweiter Torwart hinter Tony Van Dorp, kam aber in allen Spielen zum Einsatz.
1971 siegte Barnett mit dem US-Team bei den Panamerikanischen Spielen in Cali. 1972 nahm er zum zweiten Mal an Olympischen Spielen teil. Beim olympischen Wasserballturnier in München gewann das US-Team seine Vorrundengruppe vor den Jugoslawen. In der Finalrunde sicherte sich die Mannschaft aus der Sowjetunion die Goldmedaille vor den Ungarn, dahinter gewannen die Amerikaner die Bronzemedaille. Barnett wurde in allen neun Spielen eingesetzt und wechselte sich im Tor mit James Slatton ab.
Ab 1968 war Steven Barnett als Trainer an der Lynbrook High School in San José tatig. 1982 wurde er in die USA Water Polo Hall of Fame aufgenommen.